# Twentse Bierbrouwerij
De Twentse Bierbrouwerij is een Nederlandse brouwerij, gevestigd in het Overijsselse Hengelo.

## Het bedrijf
De brouwerij werd opgericht in 2007 en brouwt sinds 2008. Aan de brouwerij is ook een café/proeflokaal verbonden. Het geheel is gevestigd in gebouwen van het voormalige Nederlandse bedrijf Hazemeyer.
De bieren worden aan particulieren vooral verkocht in Twente, maar ook op een aantal plaatsen in West-Nederland en in Utrecht. In de rest van Nederland is het assortiment alleen bestemd voor de verkoop via horecagroothandels.

## Bieren

### Huidig assortiment
- Twents Premium Pils, 5%
- Twents Oer Pils, 5,5%
- Twents Amber, 6%
- Twents Wit, 5%
- Twents Bok, 6,5%
- Twents Blond,  6,5%
- Twents Honing Tripel, 8%
- Twents Radler, 2%

### Uit het assortiment
- Twents Schwarz
- Twentse Abdicatie 2013 Oranje Bock
- Twents Rosè

## Kuiernat
De brouwerij heeft kortstondig en op beperkte schaal een sterke drank geproduceerd en verkocht: Twentsch Kuiernat. Na aandringen van een vereniging van slijters heeft de gemeente Hengelo de verkoop ervan in 2015 verboden, omdat de vergunning van de brouwerij het niet toeliet.